# Viši sisavci
Viši sisavci (Eutheria; još se nazivaju plodvaši ("plodva" - posteljica) ili placentalni sisavci)  su podrazred sisavaca. Ostali podrazredi su prasisavci (Protheria) i tobolčari (Metatheria).
S nestankom dinosaura krajem krede otvorio se novi životni prostor za do tada relativno malene sisavce. Dvije grupe sisavaca koje su do tada postojale, razvile su svaka veliki broj novih vrsta, tobolčari u Južnoj Americi i Australiji, a viši sisavci na drugim kontinentima. 
Danas viši sisavci svojim brojem vrsta i individua dominiraju kralježnjacima na svim kontinentima osim Australije i Antarktike.
Pojam "viši sisavci" odabran je, kako bi se obilježila evolucijska nadmoć i različitost vrsta nasuprot drugim podrazredima. Danas se smatra problematičnim predstavljanje jedne životinjske grupe "nadređenom" nekoj drugoj grupi. Preživljavanje neke grupe životinja ovise o okolišu koji ih obilježava kao i faktorima slučaja. Međutim, taj se pojam održao.
Viši sisavci se dijele u četiri do pet nadredova:
- Xenarthra: Tu se ubrajaju mravojedi (Pilosa) i pasanci (Cingulata). Razvili su se, vjerojatno, u Južnoj Americi.

- Laurasiatheria: To je velika grupa sisavaca koja obuhvaća redove kukcojeda (Insectivora), šišmiša (Chiroptera), ljuskavaca (Pholidota), zvijeri (Carnivora), neparnoprstaša (Perissodactyla), parnoprstaša (Artiodactyla) i kitova (Cetacea). Svi oni su se vjerojatno razvili na nekadašnjem kontinentu Lauraziji.

- Afrotheria: To je manja grupa na prvi pogled vrlo različitih životinja: cjevozupci (Tubulidentata), skočirovke (Macroscelidea), pećinari (Hyracoidea), sirene (Sirenia), slonovi (Proboscidea), tenreci (Tenrecomorpha)  i zlatna krtica (Chrysocloridae) spadaju u ovu grupu. Dobili su ime prema Africi, području s kojeg potječu.

- Euarchontoglires: Ova posljednja grupa obuhvaća dvije podgrupe:

- Euarchonta, u koju spadaju kožuškari (Dermoptera), Scandentia i primati (Primates).
- Glires obuhvaća glodavce (Rodentia) i dvojezupce (Lagomorpha).

## Drugi projekti
|  | Zajednički poslužitelj ima još gradiva o temi Viši sisavci |
|  | Wikivrste imaju podatke o taksonu Višim sisavcima          |